# Натики
Натики (лат. Naticidae) — космополитное семейство морских моллюсков.

## Описание
Моллюски с округлой, яйцевидной или ушковидной раковиной.

## Биология
Обитают как в прибрежной, так и в глубоководной зоне морей до глубины в несколько тысяч метров. Переднюю часть ноги (проподиум) используют для закапывания в грунт. Питаются двустворчатыми моллюсками. При нападении на добычу сначала обволакивают её ногой, затем просверливают отверстие в раковине. В некоторых тканях моллюсков этого семейства обнаружен тетродотоксин. Смертельная доза при приеме внутрь составляет от 50 до 120 грамм мышечной массы моллюска.

## Классификация
Описано в 1934 году Лэнсдауном Гилдингом. В современной фауне известно около 260—270 видов. Семейство разделяют на четыре подсемейства
- Подсемейство Naticinae
  - Cochlis Röding, 1798
  - Cryptonatica Dall, 1892
  - Lunaia Berry, 1964
  - Natica Scopoli, 1777
  - Naticarius Duméril, 1806
  - Notocochlis Powell, 1933
  - Paratectonatica Azuma, 1961
  - Proxiuber Powell, 1933
  - Stigmaulax Mörch, 1852
  - Tanea Marwick, 1931
  - † Taniella Finlay & Marwick, 1937
  - Tasmatica Finlay & Marwick, 1937
  - Tectonatica Sacco, 1890
- Подсемейство Globisininae
  - Falsilunatia Powell, 1951
  - Globisinum Marwick, 1924
- Подсемейство Polinicinae
  - Amauropsis Mörch, 1857
  - Bulbus Brown, 1839
  - Conuber Finlay & Marwick, 1937
  - Euspira Agassiz in Sowerby, 1838
  - Friginatica Hedley, 1916
  - Glossaulax Pilsbry, 1929
  - Hypterita Woodring, 1957
  - Kerguelenatica Powell, 1951
  - Laguncula Benson, 1842
  - Lunatia Gray, 1847
  - Mammilla Schumacher, 1817
  - Neverita Risso, 1826
  - Polinices Montfort, 1810
  - Pseudopolinices Golikov & Sirenko, 1983
  - Sinuber Powell, 1951
  - Uberella Finlay, 1928
- Подсемейство Sininae
  - Calinaticina J. Q. Burch & Campbell, 1963
  - Eunaticina Fischer, 1885
  - Gennaeosinum Iredale, 1929
  - Payraudeautia Bucquoy, Dautzenberg & Dollfus, 1883
  - Sigatica Meyer and Aldrich, 1886
  - Sinum Röding, 1798
- inserte sedis
  - Haliotinella Souverbie, 1875
  - Microlinices Simone, 2014

## Палеонтология
Появились в триасе или в ранней юре.